# Etno-pluralismo
El etno-pluralismo, a veces llamado etno-diferencialismo, es un concepto de la Nouvelle Droite que se basa en la preservación y el respeto mutuo de regiones etnoculturales separadas y limitadas. Entre los componentes clave están el "derecho a la diferencia" y un fuerte apoyo a la diversidad cultural a nivel mundial más que a nivel nacional. Según sus promotores, los elementos culturales extranjeros significativos en una determinada región deben ser asimilados culturalmente para buscar la homogeneización cultural en este territorio, a fin de que las diferentes culturas prosperen en sus respectivas áreas geográficas.
Sus defensores describen el etno-pluralismo como un «mundo en el que pueden caber muchos mundos» y una alternativa al multiculturalismo y la globalización, alegando que se esfuerza por mantener vivas las diferentes culturas del mundo adoptando su singularidad y evitando una doctrina mundial en la que cada región es culturalmente idéntica. Los críticos ven el proyecto como una forma de «apartheid global», y los académicos han destacado similitudes ideológicas cercanas con conceptos promovidos por activistas neofascistas franceses en la década de 1950. De hecho sus oponentes lo consideran simplemente un «nuevo racismo». Pierre-André Taguieff, citado por Steven Forti, lo define efectivamente como una forma de «neorracismo» o de racismo cultural. «No hace explícita, en síntesis, una jerarquía de razas ni clama para la aniquilación de otros pueblos, sino que se opone firmemente a la fusión de las diferentes identidades que deben ser protegidas. Cada cultura debe perseguir su propio desarrollo, si es posible en su propio territorio, sin mezclarse con las demás», explica Forti. De ahí, que el multiculturalismo y el melting pot estadounidense sean considerados como los principales enemigos por la Nouvelle Droite.
Según el politólogo Cas Mudde, el etnopluralismo «de forma implícita o explícita ha terminado convertido en un elemento ideológico central de la mayoría de las formaciones relevantes de derecha radical en la Europa actual». De hecho, como subraya Forti, la mayoría de los líderes de la ultraderecha actual hacen continuas «referencias directas o indirectas al etnodiferencialismo cuando hablan de la inmigración».

## Origen
Según el etnógrafo Benjamin R. Teitelbaum, el término "etno-pluralismo" fue acuñado por primera vez por el sociólogo alemán Henning Eichberg en un ensayo de 1973 que fue escrito en oposición al eurocentrismo occidental y europeo.
El concepto de etno-pluralismo promovido desde la década de 1970 en adelante por GRECE, un think tank etnonacionalista dirigido por el pensador de la Nouvelle Droite Alain de Benoist, fue presagiado por las ideas expresadas en la década de 1950 por el activista neofascista francés René Binet. El "realismo biológico", un concepto acuñado por Binet en 1950, defendía el establecimiento de desigualdades individuales y raciales fundadas en observaciones científicas. Argumentó que el "capitalismo mestizo" (capitalisme métisseur) tenía como objetivo crear una "barbarie uniforme" (barbarie uniforme), y que sólo "un verdadero socialismo" podría "lograr la liberación racial" a través de la "segregación absoluta tanto a nivel global como nacional". En la década de 1960, la revista nacionalista blanca Europe-Action, en la que Alain de Benoist era periodista, también se inspiró en el llamado "Mensaje de Uppsala", un texto probablemente escrito en 1958 por activistas franceses de extrema derecha relacionados con el Nuevo Orden Europeo, un movimiento neofascista liderado por Binet. Llevó a cabo sutiles cambios semánticos entre "diferencialismo" y "desigualdad" que se consideran influyentes en los movimientos europeos de extrema derecha en general.

## Concepto
El etno-pluralismo ha sido propuesto por los pensadores de la Nouvelle Droite–y por los activistas europeos de la Nueva Derecha en general- como un medio para facilitar la continuidad de sociedades etnoculturales independientes. Esta idea tiende a utilizar la asimilación cultural de normas culturales extranjeras para preservar las formas y semejanzas inherentes de una etnocultura.
El concepto enfatiza la separación de diversos grupos etnoculturales, en contraste con la integración cultural y la diversidad intracultural. Ha sido parte de la base ideológica de la Nueva Derecha europea, que ha utilizado el etno-pluralismo para mostrar su favoritismo hacia la identidad cultural de grupos individuales, expresando así su oposición a la heterogeneidad cultural dentro de los estados nacionales. Estos puntos de vista sobre la cultura, la etnia y la raza se han vuelto populares entre varios grupos de derecha y extrema derecha en Europa desde la década de 1970, y también han sido cubiertos en algunas fuentes de la Nueva Izquierda como Telos.

### Plasticidad
La dificultad de definir claramente el concepto radica en el hecho de que sus proponentes pueden oscilar entre una definición étnica y cultural de la noción de "diferencia". Alain de Benoist, por ejemplo, había apoyado una perspectiva etnobiológica en la década de 1960, y había respaldado el apartheid sudafricano en la misma década. Sin embargo, ha adoptado gradualmente un enfoque más dual en sus escritos. Inspirado por la filosofía del diálogo de Martin Buber y el concepto Ich und Du, de Benoist definió la "identidad" como un fenómeno "dialógico" en Nosotros y los otros ("Nous et les autres", 2006). Según él, la identidad de uno se construye de dos componentes: la "parte objetiva" que proviene de los antecedentes de uno (etnia, religión, familia, nacionalidad) y la "parte subjetiva", libremente elegida por el individuo. La identidad es, por tanto, un proceso en constante evolución, más que una noción inmutable. En 1992, en consecuencia, rechazó el uso del etno-pluralismo por parte del Frente Nacional, con el argumento de que retrataba "la diferencia como un absoluto, mientras que, por definición, existe sólo relacional". Guillaume Faye tomó la dirección opuesta. Argumentando en 1979 que la inmigración, en lugar de los inmigrantes, debería combatirse para preservar las "identidades" culturales y biológicas a ambos lados del mar Mediterráneo, más tarde predicó la "guerra étnica total" entre europeos "originales" y musulmanes en su libro de 2000 La colonización de Europa.
De hecho, los etno-pluralistas utilizan el concepto de "diferencialismo cultural" para afirmar un "derecho a la diferencia" y proponen políticas regionales de separatismo étnico y racial. Pero no hay acuerdo entre ellos sobre la definición de pertenencia a un grupo, ni dónde se ubicarían estas hipotéticas fronteras. Algunos de ellos abogan por limitar Europa a los "verdaderos europeos", mientras que otros proponen divisiones mucho más pequeñas, similares a un comunitarismo de base étnica. De Benoist afirma que las culturas indígenas de Europa están siendo amenazadas y que el nacionalismo paneuropeo basado en el etno-pluralismo detendría este proceso. Ha propuesto que los territorios étnicos y sociales deben ser lo más pequeños posible, de modo que a los musulmanes se les permita "guetos" subordinados a la sharia dentro del continente europeo.

## Críticas
Según el historiador de izquierda Rasmus Fleischer, los judíos y los romaníes están implícitamente ausentes del mapa del mundo etno-pluralista porque, en la visión de los "multifascistas", ambas minorías deberían ser "eliminadas para dejar lugar a una utopía pacífica".